# Carlo Cesi
Carlo Cesi, parfois appelé Carlo Cesio, né à Antrodoco le 17 avril 1622 et mort à Rieti le 6 janvier 1682  est un graveur et peintre italien actif au XVIIe siècle.

## Biographie
Carlo Cesi, fils de Pietro, originaire de Todi, est né à Antrodoco le 17 avril 1622.
En 1642, Carlo Cesi déménage à  Rieti, où il entame l'étude du dessin et de la peinture, puis se rend à Rome où il continue sa formation auprès de Pietro da Cortona.
En 1651, Antonio Cesi est inscrit à l'Accademia di San Luca.
À partir de 1659, il publie une série de gravures, dont une, réalisée en 1688, est conservée à Rome au Gabinetto nazionale delle stampe.
En 1692, une autre série de gravures est publiée à Rome ; elles représentent les dix copies de putti réalisés à fresque par Guido Reni au palais Mazarin au Quirinal, ainsi qu'une autre série représentant les décorations de la galerie du palais Pamphili, piazza del Collegio romano à Rome.
Carlo Cesi est affublé du titre de « camerlingue de l'art des peintres » jusqu'en 1670 et, en 1675, il devient directeur de l’Accademia di San Luca.
Carlo Cesi se consacre aussi à l'enseignement comme le démontre son livre(it) Cognizione dei muscoli del corpo umano per uso del disegno, Rome, 1679.
En 1681, il se retire à  Rieti où il meurt le 6 janvier 1682.
Lieux où ses œuvres sont visibles à Rome :
- Basilique  Santa Maria Maggiore ;
- Palais du Quirinal ;
- Palais Colonna ;
- Église Santa Maria della Pace.
- Santissimo Sudario dei Piemontesi e Savojardi (chiese, Seicento)

## Œuvres
- Jugement de Salomon (1657), fresque, Palais du Quirinal (galerie Alexandre VII), Rome,
- la Trinité, l’Immaculée et saint Dionisio de Corinthe (1659), (triptyque) Académie de France,  Rome,
- Noces mystiques de sainte Catherine (1659), église Santa Maria della Pace, Rome,
- Vierge à l'Enfant ; Les saints Charles Borromée et Philippe Neri (1666), fresques,
- Portrait du cardinal Fabio Chigi, palais Chigi, Ariccia.